# Rogério Ceni
Rogério Ceni (født 22. januar 1973 i Pato Branco i delstaten Paraná i Brasilien) er en brasiliansk fodboldmålmand. Han har spillet i den brasilianske 'Serie A' klub São Paulo FC siden d. 7. september 1990. I klubben har han spillet mere end 1100 kampe. Han har desuden vundet turneringen Copa Libertadores to gange og verdensmesterskabet for med sit klubhold tre gange. Med sine 113 noterede mål, er han officielt anerkendt af FIFA og af IFFHS (International Federation of Football History & Statistics) som den mest scorende målmand gennem tiderne.

## Eksterne kilder og henvisninger
1. ↑  "Com gol 100 de Ceni". Arkiveret fra originalen 19. juli 2011. Hentet 27. marts 2011.